# Ледарсале
Ледарсале (груз. ლედარსალე) — село в Грузии, на территории Чхороцкуского муниципалитета края (мхаре) Самегрело-Верхняя Сванетия.

## География
Село находится в западной части Грузии, в долине реки Очхомури, на расстоянии приблизительно 7 километров (по прямой) к северо-востоку от города Чхороцку, административного центра муниципалитета. Абсолютная высота — 223 метра над уровнем моря.

## Население
По результатам официальной переписи населения 2014 года в Ледарсале проживал 501 человек (232 мужчины и 269 женщин). В национальной структуре населения грузины составляли 99,6 %, русские — 0,4 %.
| Год  | Население, человек |
| ---- | ------------------ |
| 2002 | 768                |
| 2014 | ↘ 501              |